# Семёнов (Тернопольская область)
Семёнов (укр. Семенів) — село в Теребовлянской городской общине Тернопольского района Тернопольской области Украины.
До 2020 года входило в Теребовлянский район.
Население по переписи 2001 года составляло 545 человек. Занимает площадь 3,960 км². Почтовый индекс — 48108. Телефонный код — 3551.